# شادی زندگی
شادی زندگی (ایتالیایی: Che gioia vivere؛ ‏ فرانسوی: Quelle joie de vivre‎) یک فیلم کمدی ایتالیایی-فرانسوی به کارگردانی رنه کلمان است که در سال ۱۹۶۱ منتشر شد و در جشنواره فیلم کن ۱۹۶۱ به‌نمایش درآمد.

## بازیگران
- آلن دلون
- باربارا کفیاتکوفسکا-لاس
- جینو چروی
- رینا مورلی
- کارلو پیساکانه
- پائولو استوپا
- دیدی پرگو
- ناندا پریماورا
- اوگو تونیاتسی
- آرولدو تیری
- لئوپولدو تریئسته
- گاستونه موسکین
- آنیباله نینکی
- جامپی‌یرو لیترا
- میکله ریکاردینی
- دوناتلا توری